# Luigi Morciano
Luigi Morciano (Anzio, 25 febbraio 1994) è un pilota motociclistico italiano.

## Carriera
Corre nella classe 125 del campionato Italiano Velocità dal 2008 al 2010, giungendo 7º nel 2008, 3º nel 2009 e 12º nel 2010. Nel frattempo esordisce nel motomondiale nel 2009, correndo nella classe 125 i Gran Premi d'Italia, Repubblica Ceca e San Marino in qualità di wild card a bordo di una Aprilia RS 125 R, senza ottenere punti. Nella stessa stagione prende parte al campionato Europeo svoltosi in gara unica ad Albacete ritirandosi a cinque giri dal termine dell'evento. Nel 2010 corre i Gran Premi d'Italia, Repubblica Ceca e Portogallo, ancora come "wild card" e sempre a bordo di un'Aprilia, ottenendo due punti. Sempre nel 2010 si classifica al settimo posto nell'europeo di categoria.
Nel 2011 diventa pilota titolare in 125 nel team Italia FMI, con compagno di squadra Alessandro Tonucci. Ottiene come miglior risultato un nono posto in Comunità Valenciana e termina la stagione al 20º posto con 23 punti. In questa stagione è costretto a saltare il Gran Premio di Gran Bretagna per infortunio.
Nel 2012 passa al team Ioda Italia, correndo nella nuova classe Moto3 alla guida di una Ioda. Non ottiene punti. In questa stagione è costretto a saltare i Gran Premi d'Aragona, Giappone, Malesia e Australia a causa della frattura del radio sinistro rimediata nelle prove libere del GP d'Aragona. Torna a disputare un campionato mondiale nel 2015, quando partecipa a due gare del mondiale Supersport in sella ad una Honda CBR600RR del Team Lorini. Chiude entrambe le gare al quindicesimo posto ottenendo due punti che gli valgono il trentatreesimo posto in classifica mondiale. In questa stessa stagione è pilota titolare nel Campionato Italiano Supersport, in sella ad una MV Agusta totalizza sedici punti ed il ventiduesimo posto in classifica finale. 
Nel 2016 è nuovamente pilota titolare nel Campionato Italiano, classe Supersport, con cui è undicesimo in classifica con una Kawasaki. In questa stessa stagione prende parte al Gran Premio d'Italia sul circuito di Misano Adriatico nel Mondiale Supersport con una Kawasaki ZX-6R del team Go Eleven in sostituzione di Ondřej Ježek. Chiude la gara al tredicesimo posto che, a fine stagione, gli vale il trentacinquesimo posto in classifica mondiale. Nel 2017 disputa le prime gare stagionali nel campionato italiano, classe Supersport, con una MV Agusta F3 675 conquistando trentasei punti. Nel 2018 è nuovamente pilota titolare nel Campionato Italiano Velocità, in sella ad una Kawasaki gestita dal team Tecnobike Squadra Corse con cui chiude diciassettesimo con 32 punti. Nel Gran Premio della Repubblica Ceca è chiamato a sostituire il connazionale Michael Canducci in sella ad una Kawasaki ZX-6R del team GoEleven Kawasaki nel campionato mondiale Supersport.

## Risultati in gara

### Motomondiale
| 2009 | Classe | Moto    |  |  |  |  |    |  |  |    |  |  |    |  |    |  |  |  |  |  | Punti | Pos. |
| ---- | ------ | ------- |  |  |  |  | -- |  |  | -- |  |  | -- |  | -- |  |  |  |  |  | ----- | ---- |
| 2009 | 125    | Aprilia |  |  |  |  | 17 |  |  | NE |  |  | 22 |  | 19 |  |  |  |  |  | 0     |      |

| 2010 | Classe | Moto    |  |  |  |     |  |  |  |  |    |     |  |  |  |  |  |  |    |  | Punti | Pos. |
| ---- | ------ | ------- |  |  |  | --- |  |  |  |  | -- | --- |  |  |  |  |  |  | -- |  | ----- | ---- |
| 2010 | 125    | Aprilia |  |  |  | Rit |  |  |  |  | NE | Rit |  |  |  |  |  |  | 14 |  | 2     | 27º  |

| 2011 | Classe | Moto    |    |    |    |    |    |    |    |     |    |    |    |    |    |    |     |    |     |   | Punti | Pos. |
| ---- | ------ | ------- | -- | -- | -- | -- | -- | -- | -- | --- | -- | -- | -- | -- | -- | -- | --- | -- | --- | - | ----- | ---- |
| 2011 | 125    | Aprilia | 20 | 20 | 21 | 20 | 18 | NP | 17 | Rit | 19 | NE | 11 | 15 | 14 | 12 | Rit | 12 | Rit | 9 | 23    | 20º  |

| 2012 | Classe | Moto |     |     |    |     |    |    |    |    |    |    |     |    |    |    |  |  |  |     | Punti | Pos. |
| ---- | ------ | ---- | --- | --- | -- | --- | -- | -- | -- | -- | -- | -- | --- | -- | -- | -- |  |  |  | --- | ----- | ---- |
| 2012 | Moto3  | Ioda | Rit | Rit | 24 | Rit | 26 | 25 | 28 | 22 | 27 | NE | Rit | 27 | 21 | NP |  |  |  | Rit | 0     |      |

| Legenda | 1º posto        | 2º posto            | 3º posto            | A punti      | Senza punti        | Grassetto – Pole position Corsivo – Giro più veloce |
| Legenda | Gara non valida | Non qual./Non part. | Ritirato/Non class. | Squalificato | '-' Dato non disp. | Grassetto – Pole position Corsivo – Giro più veloce |

### Campionato mondiale Supersport
| 2015 | Moto  |  |  |    |    |  |  |  |  |  |  |  |  |  |  | Punti | Pos. |
| ---- | ----- |  |  | -- | -- |  |  |  |  |  |  |  |  |  |  | ----- | ---- |
| 2015 | Honda |  |  | 15 | 15 |  |  |  |  |  |  |  |  |  |  | 2     | 33º  |

| 2016 | Moto     |  |  |  |  |  |  |  |    |  |  |  |  |  |  | Punti | Pos. |
| ---- | -------- |  |  |  |  |  |  |  | -- |  |  |  |  |  |  | ----- | ---- |
| 2016 | Kawasaki |  |  |  |  |  |  |  | 13 |  |  |  |  |  |  | 3     | 35º  |

| 2018 | Moto     |  |  |  |  |  |  |    |  |  |  |  |  |  |  | Punti | Pos. |
| ---- | -------- |  |  |  |  |  |  | -- |  |  |  |  |  |  |  | ----- | ---- |
| 2018 | Kawasaki |  |  |  |  |  |  | 22 |  |  |  |  |  |  |  | 0     |      |

| Legenda | 1º posto        | 2º posto            | 3º posto           | A punti      | Senza punti        | Grassetto – Pole position Corsivo – Giro più veloce |
| Legenda | Gara non valida | Non qual./Non part. | Ritirato/Non class | Squalificato | '-' Dato non disp. | Grassetto – Pole position Corsivo – Giro più veloce |